# Iulus dorsovittatus
Iulus dorsovittatus är en mångfotingart som beskrevs av Karl Wilhelm Verhoeff 1892. Iulus dorsovittatus ingår i släktet Iulus och familjen kejsardubbelfotingar. Inga underarter finns listade i Catalogue of Life.